# Friday Wear (série télévisée d'animation)
Pour les articles homonymes, voir Casual day.
Friday Wear est une série télévisée d'animation française en 78 épisodes de 3 minutes et demie créée par Dimitri Bodiansky, coproduite par KBP et Filles TV (groupe Canal J), diffusée depuis janvier 2005 sur la chaîne Filles TV.

## Synopsis saison 1
La série relate les péripéties passionnées de Diana et Lucy, deux jeunes et jolies stagiaires propulsées dans le monde des grands, à une époque où passer de l’enfance à l’âge adulte ne se fait pas sans dérapages.
L’été tire à sa fin, la rentrée à la fac est encore loin. Diana et Lucy, jeunes bachelières, ne se connaissent pas encore, mais vont toutes les deux se retrouver précipitées dans le monde des grands par le biais d’un stage au sein du célèbre magazine féminin, Happy Few. Outre le bureau qu'elles partagent, tout va les rapprocher.

## Synopsis saison 2
Après un an de stage, Diana et Lucy sont enfin journalistes au sein du magazine Happy Few. Apparition de Sandra, une nouvelle rivale.

## Synopsis saison 3
Le magazine Happy Few lance son magazine TV : Happy Few TV. Sandra a subjugué le patron, monsieur Zen Ken, qui veut faire d’elle l’icône de la chaîne. La guerre entre le tandem Diana-Lucy et Sandra se poursuit.

## Voix françaises
- Marie Guillard : Diana
- Anne Marivin : Lucy
- Emmanuel Garijo : Charly
- Cédric Dumond : Henry
- Marie Vincent : Viviane / Monika
- ???? : Sandra

## Distinction
- 2006 : Prix d'Animation « 14 ans et plus » au Festival international du film de Télévision de Luchon.[réf. souhaitée]